# Claudio Crocco
Claudio Crocco (Buenos Aires, Argentina; 12 de mayo de 1958) es un exfutbolista argentino. Jugaba como delantero y su primer equipo fue Ferro. Su último club antes de retirarse fue Deportivo Italiano.

## Trayectoria
Fue un delantero con buen dribling, veloz y con un destacado olfato de gol.
Hace su debut en el club Ferro Carril Oeste el 12 de octubre de 1975 en el partido que Argentinos Juniors vence como local 1 a 0.
Convierte su primer gol el 7 de abril de 1977 durante el partido en el que Ferro cae derrotado frente a Independiente en Avellaneda por 4 a 2, a los 18' del primer tiempo.
Su último gol lo concretó el 18 de agosto de 1985 en el empate 1 a 1 disputado en caballito frente a Boca Juniors , al 3° minuto del segundo tiempo.
Desde su debut en 1975 hasta 1984 juega 270 partidos y convierte 43 goles 11 de los cuales los cosecha durante la campaña de la Primera B de 1978 en 31 partidos jugados ganando el torneo y logrando el ascenso a primera división.
Se consagra campeón de los Nacionales: 1982 (invicto) donde convierte 3 goles con presencia perfecta y 1984 con 6 presencias sin convertir goles.
Probablemente el mejor partido de su carrera sea el disputado el 16/5/82 en Avellaneda frente a Independiente: goleada de Ferro 0-4; donde convierte el primer gol a los 19' del primer tiempo, convirtiéndose durante el segundo tiempo en el artífice de la goleada.
Jugó 9 partidos internacionales de Copa Libertadores: 5 durante 1983 y 4 en 1985 haciendo su debut en el certamen frente a Estudiantes de La Plata en La Plata el 17 de marzo de 1983.
Convierte el único gol en el partido que Ferro le gana al Colo Colo de Chile en Caballito el 16 de abril de 1983.
Durante el año 1984 juega en la Universidad de Chile donde disputa 8 partidos y convierte 2 goles. Vuelve a Ferro en el año 1985 y juega hasta 1986 convirtiendo 3 goles en 25 partidos, ese mismo año pasa a Platense donde juega 5 partidos convirtiendo 1 gol. Posteriormente durante 1986-87 pasa a Unión de Santa Fe donde juega 4 partidos convirtiendo 1 gol y en Deportivo Italiano donde termina su carrera disputando 6 partidos sin convertir goles.
Se retira definitivamente del fútbol profesional el 29 de marzo de 1987 siendo su último partido Deportivo Italiano:1 vs San Lorenzo:0.
Ahora se desarrolla como entrenador de fútbol infantil en el Club Italiano ubicado en el barrio de Caballito.

## Clubes
| Club                 | País      | Año       | PJ  | G  |
| -------------------- | --------- | --------- | --- | -- |
| Ferro                | Argentina | 1975-1984 | 270 | 43 |
| Universidad de Chile | Chile     | 1984      | 8   | 2  |
| Ferro                | Argentina | 1985      | 22  | 3  |
| Platense             | Argentina | 1986      | 5   | 1  |
| Unión Santa Fe       | Argentina | 1986      | 4   | 1  |
| Deportivo Italiano   | Argentina | 1987      | 6   | 0  |
| Total                | Total     | Total     | 315 | 50 |

## Palmarés
| Título             | Club  | País      | Año    |
| ------------------ | ----- | --------- | ------ |
| Primera División B | Ferro | Argentina | 1978   |
| Primera División   | Ferro | Argentina | N-1982 |
| Primera División   | Ferro | Argentina | N-1984 |